# Lir włoski
Lir włoski był walutą Włoch w latach 1861–2002.

## Historia
Lir po raz pierwszy pojawił się w średniowieczu. Podobnie jak funt szterling, reprezentował wartość jednego funta srebra, który był wart 20 solidów lub 240 denarów. W Królestwie Włoch, utworzonym przez Napoleona I był on walutą obowiązującą na terenie kraju. Dzielił się na 20 soldi lub 100 centesimo.
Po zjednoczeniu Włoch w 1861 lir stał się obowiązującą walutą na terenie całego kraju. Zastąpił on m.in. florena lombardzko-weneckiego, piastrę sycylijską, lirę parmeńską. W 1865 lir stał się częścią Łacińskiego Związku Monetarnego, wraz z frankiem francuskim, frankiem belgijskim i frankiem szwajcarskim.
Lir obowiązywał na terenie Włoch formalnie do 1999, choć faktycznie wyszedł z obiegu w 2002. 1 marca 2003 odsłonięto Pomnik Lira, jedyny tego typu monument w strefie euro.

## Waluty związane z lirem
Z lirem włoskim były powiązane dwie waluty. Lir watykański na mocy konkordatu był powiązany z lirem włoskim. Jednocześnie lir włoski był legalną walutą na terenie Watykanu. Część monet watykańskich była bita we Włoszech. Można było nimi płacić zarówno we Włoszech, jak i w San Marino.
Lir sanmaryński, podobnie jak lir watykański, również był powiązany z lirem włoskim. Na terenie San Marino można było płacić lirami, podobnie jak częścią monet San Marino bitych we Włoszech.
Obie waluty zostały zastąpione przez euro.

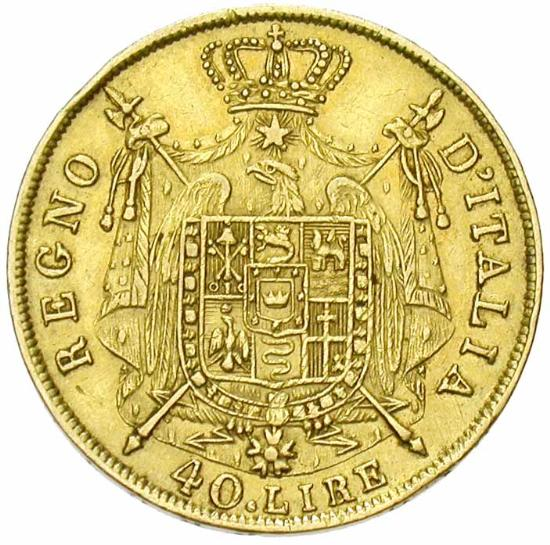
Moneta o wartości 40 lirów w czasach Królestwa Włoch
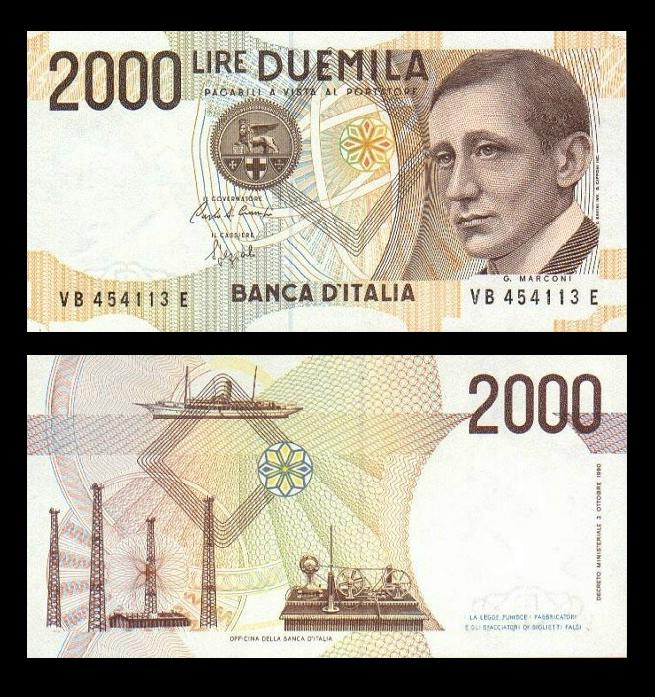
Banknot o nominale 2000 lirów. Awers przedstawia Guglielmo Marconiego, rewers jego wynalazek - radio
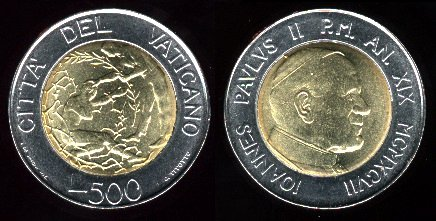
500 lirów watykańskich